# 孫必顯
孫必顯（1591年—1638年），字克孝，號意白，右軍都督府潼關衞（今陝西省潼關縣港口鎮）軍籍西安府三原縣人。明朝政治人物、進士出身。孙振基子。

## 生平
萬曆四十年（1612年）壬子科陕西鄉試第十名舉人，四十四年（1616年）登丙辰科二甲六十一名進士。都察院觀政，丁憂歸。四十六年授户部浙江司主事，天啓三年改禮部主客司主事，四年改吏部稽勋司主事，調验封司、考功司、文选司，本年升验封司员外郎，歷官吏部考功司、文選司員外郎，為吏部尚書趙南星重用。天啟五年（1625年），被魏忠賢罗织清流，被劾削籍。崇禎二年（1629年），起用為吏部驗封司员外郎，历任考功司、文选司。次年升文選司郎中。崇祯三年（1630年）因給事中常自裕彈劾，而被貶為山西按察司經歷，后升任南京禮部主事，平定當地流寇。九年（1636年）调南吏部考功司，擢尚寶司丞，十年五月升大理寺左寺丞。崇禎十一年十月，兵部尚書楊嗣昌請提拔孫必顯越級升任兵部右侍郎，才一個月就暴病去世，享年四十八岁。

## 家族
曾祖孫元。祖父孫承光，选贡，知沔县。父孫振基，官户科给事中。前母劉氏、母单氏，俱贈宜人；继母贾氏，封太宜人。妻张氏，继娶景氏，無子。以弟必茂子士驤为嗣。弟孫必大，知县。